# Tréhet
Tréhet är en kommun i departementet Loir-et-Cher i regionen Centre-Val de Loire i de centrala delarna av Frankrike. Kommunen ligger i kantonen Montoire-sur-le-Loir som tillhör arrondissementet Vendôme. År 2018 hade Tréhet 109 invånare.

## Befolkningsutveckling
Antalet invånare i kommunen Tréhet
| Referens: INSEE |